# 平凡人的号角
《平凡人的号角》（英語：Fanfare for the Common Man）美国作曲家阿隆·柯普兰的音乐作品。作于1942年， 是科普兰应约为尤金·艾因斯·戈森斯担任指挥的辛辛那提交响乐团而写，并于1943年3月12日在辛辛那提音乐厅首演。作曲家的创作灵感一部分来源于当时的美国副总统亨利·阿加德·华莱士在同一年早些时候所作的演讲，该演讲宣称“平凡人的世纪”到来了。创作该曲时正值二战，柯普兰希望它能够鼓舞人心，它也成为柯普兰最受欢迎的作品之一，常在各种盛大的仪式上演奏。

## 配器
- 4枝圓號
- 3枝小號
- 3枝長號
- 1枝大號
- 4個定音鼓
- 1個大鼓
- 1個鑼